# Götzendorf an der Leitha
Götzendorf an der Leitha là một village in the district of Bruck an der Leitha trong bang Niederösterreich ở nước Áo. Đô thị này có diện tích 25,37 km², dân số năm 2001 là 1867 người.